# AAA-Saison 1936
Die AAA-Saison 1936 war die 19. Meisterschaftssaison im US-amerikanischen Formelsport. Sie begann am 30. Mai mit dem Indianapolis 500 und endete am 12. Oktober in Westbury. Mauri Rose sicherte sich den Titel.

## Rennergebnisse
| Nr. | Datum         | Veranstaltung (Rennstrecke)                                           | Meilen | Sieger         | Siegerteam         |
| --- | ------------- | --------------------------------------------------------------------- | ------ | -------------- | ------------------ |
| 1   | 30. Mai       | International 500 Mile Sweepstakes (Indianapolis Motor Speedway) (ZO) | 500    | Louis Meyer    | Stevens-Miller     |
| 2   | 20. Juni      | Goshen 100 (Good Time Park) (UO)                                      | 100    | Rex Mays       | Adams-Sparks       |
| 3   | 14. September | Syracuse 100 (New York State Fairgrounds) (UO)                        | 100    | Mauri Rose     | Miller-Offenhauser |
| 4   | 12. Oktober   | George Vanderbilt Cup (Roosevelt Raceway) (P)                         | 300    | Tazio Nuvolari | Alfa Romeo         |

- Erklärung: ZO: Ziegelsteinoval, UO: unbefestigtes Oval, P: permanente Rennstrecke

## Fahrer-Meisterschaft (Top 10)
| 1. | Mauri Rose     | 1020  |
| 2. | Louis Meyer    | 1000  |
| 3. | Ted Horn       | 825   |
| 4. | Doc MacKenzie  | 610,9 |
| 5. | Tazio Nuvolari | 600   |

| 6.  | Wilbur Shaw         | 538,4 |
| 7.  | Jean-Pierre Wimille | 495   |
| 8.  | Chet Miller         | 450   |
| 9.  | Antonio Brivio      | 405   |
| 10. | Ray Pixley          | 375   |